# Tadjiquistão nos Jogos Paralímpicos de Verão de 2012
O Tadjiquistão participou dos Jogos Paralímpicos de Verão de 2012, que aconteceram na cidade de Londres, no Reino Unido.

## Desempenho

### Levantamento de peso
Masculino
| Atletas        | Evento | Resultado | Posição |
| -------------- | ------ | --------- | ------- |
| Parviz Odinaev | -75 kg | NM        | NM      |